# Lille skovhumle
Lille skovhumle er en bi, som tilhører slægten Humlebier. Den lever kun i 28 dage. Det er en af de mindste bier i Humlebi Slægten.
| Dyr | Spire Denne artikel om dyr er en spire som bør udbygges. Du er velkommen til at hjælpe Wikipedia ved at udvide den. |